# Lê Quốc Hùng
Lê Quốc Hùng (sinh năm 1966) là một chính khách, sĩ quan cấp cao của lực lượng Công an nhân dân Việt Nam, hàm Thượng tướng. Ông hiện là Uỷ viên Ban Chấp hành Trung ương Đảng Cộng sản Việt Nam khoá XIII, Thứ trưởng Bộ Công an phụ trách đối ngoại; pháp chế và cải cách hành chính, tư pháp; khoa học, chiến lược và lịch sử công an; xây dựng phong trào bảo vệ An ninh Tổ quốc; hồ sơ nghiệp vụ; cảnh vệ.
Trong Đảng Cộng sản Việt Nam, ông là Ủy viên Ban Chấp hành Trung ương khóa XIII, Ủy viên Thường vụ Đảng ủy Công an Trung ương nhiệm kỳ 2020–2025.

## Thân thế, giáo dục
Ông sinh ngày 20 tháng 8 năm 1966, quê quán tại xã Phong Hiền, huyện Phong Điền, tỉnh Thừa Thiên.
Ông có học vị Tiến sĩ Học viện Cảnh sát nhân dân, bằng Cao cấp Lý luận chính trị, Cử nhân Quản lý hành chính về trật tự xã hội.

## Sự nghiệp

### Công an tỉnh Thừa Thiên Huế
Tháng 11 năm 1985, ông là Học viên Trường Công an Bình Trị Thiên.
Tháng 11 năm 1986, ông là cán bộ Trinh sát Hình sự-Kinh tế, Công an huyện Hương Điền, tỉnh Thừa Thiên Huế.
Tháng 10 năm 1988, ông được cử đi học tại Học viện Cảnh sát nhân dân (tại Hà Nội).
Tháng 10 năm 1993, ông là cảnh sát khu vực rồi cán bộ Tổ chức-Chính trị, Công an tỉnh Thừa Thiên Huế.
Tháng 7 năm 1995, ông là cán bộ tham mưu, Công an tỉnh Thừa Thiên Huế.
Tháng 9 năm 1999, ông được bổ nhiệm giữ chức Phó Chánh Văn phòng Công an tỉnh Thừa Thiên Huế rồi Chánh Văn phòng từ tháng 12 năm 2000.
Tháng 11 năm 2007, ông được bổ nhiệm giữ chức Phó Giám đốc Công an tỉnh Thừa Thiên Huế.
Năm 2010, ông được Chủ tịch nước tặng thưởng Huân chương Bảo vệ Tổ quốc hạng Ba do lập được các thành tích xuất sắc trong quá trình công tác.
Ngày 10 tháng 8 năm 2015, ông được Bộ trưởng Bộ Công an bổ nhiệm giữ chức vụ Giám đốc Công an tỉnh Thừa Thiên Huế thay cho Thiếu tướng Mai Văn Hà (sau này là Trung tướng, Cục trưởng Cục Truyền thông Công an nhân dân). Trước đó cùng ngày, Thiếu tướng Mai Văn Hà đã được điều động ra công tác tại Bộ Công an và giữ chức vụ Phó Tổng cục trưởng Tổng cục Chính trị, Bộ Công an.
Sau đó, ông lần lượt được chỉ định vào Ban Thường vụ Tỉnh ủy và được bầu bổ sung làm Ủy viên Ủy ban nhân dân tỉnh Thừa Thiên Huế.
Năm 2016, ông trúng cử làm Đại biểu Hội đồng nhân dân tỉnh Thừa Thiên Huế khóa 7, đại diện cho đơn vị bầu cử huyện Nam Đông.

### X06
Ngày 8 tháng 11 năm 2018, sau khi Bộ Công an được tổ chức theo mô hình mới, ông được Bộ trưởng Bộ Công an điều động đến nhận công tác tại Cơ quan Ủy ban Kiểm tra Đảng ủy Công an Trung ương (X06), thay ông giữ chức Giám đốc Công an tỉnh Thừa Thiên Huế là Đại tá Nguyễn Quốc Đoàn, Phó Tư lệnh Bộ Tư lệnh Cảnh sát Cơ động (hiện là Ủy viên Trung ương Đảng, Bí thư Tỉnh ủy Lạng Sơn).
Sau đó, ông được bầu làm Phó Chủ nhiệm Thường trực Ủy ban Kiểm tra Đảng ủy Công an Trung ương và được bổ sung vào Đảng ủy Công an Trung ương.
Năm 2019, ông được Chủ tịch nước thăng cấp bậc hàm Thiếu tướng Công an nhân dân Việt Nam.

### Thứ trưởng Bộ Công an

#### Giai đoạn 1
Ngày 29 tháng 4 năm 2020, theo Quyết định số: 589/QĐ-TTg của Thủ tướng Chính phủ, ông được bổ nhiệm giữ chức vụ Thứ trưởng Bộ Công an.
Ngày 21 tháng 5 năm 2020, ông được bổ nhiệm chức danh tư pháp Thủ trưởng Cơ quan quản lý thi hành án hình sự và Cơ quan quản lý tạm giữ, tạm giam, Bộ Công an thay cho Trung tướng Nguyễn Văn Sơn.
Truyền thông thường xuyên đưa tin ông có những hoạt động, chỉ đạo các đơn vị như: cục pháp chế và cải cách hành chính, tư pháp; cục khoa học, chiến lược và lịch sử công an; cục hồ sơ nghiệp vụ; cục cảnh sát phòng cháy, chữa cháy và cứu nạn, cứu hộ; cục cảnh sát giao thông; cục cảnh sát quản lý trại giam, cơ sở giáo dục bắt buộc, trường giáo dưỡng; cục cảnh sát quản lý tạm giữ, tạm giam và thi hành hình sự tại cộng đồng; bộ tư lệnh cảnh sát cơ động.
Ngày 30 tháng 1 năm 2021, tại Đại hội đại biểu toàn quốc lần thứ XIII của Đảng Cộng sản Việt Nam, ông được bầu là Ủy viên Ban Chấp hành Trung ương Đảng khóa XIII, nhiệm kỳ 2021–2026.
Ngày 1 tháng 6 năm 2021, Bộ Chính trị ban hành quyết định số 107-QĐNS/TW về việc chỉ định Đảng ủy Công an Trung ương nhiệm kỳ 2020–2025, theo đó ông được chỉ định tham gia Ban Thường vụ Đảng ủy Công an Trung ương.
Ngày 13 tháng 7 năm 2021, Thủ tướng Chính phủ Phạm Minh Chính ký Quyết định số 1161/QĐ-TTg, bổ nhiệm ông làm Ủy viên Ban Chỉ đạo cải cách hành chính của Chính phủ.
Ngày 14 tháng 10 năm 2021, Thủ tướng Chính phủ Phạm Minh Chính ký Quyết định số 1726/QĐ-TTg, bổ nhiệm ông làm Phó Chủ tịch Ủy ban An toàn giao thông Quốc gia.
Ngày 2 tháng 7 năm 2021, ông là Ủy viên thường trực Hội đồng tư vấn đặc xá trong quyết định đặc xá năm 2021 của Chủ tịch nước.
Cũng trong tháng 7, Thủ tướng Chính phủ ban hành Quyết định số 1292/QĐ-TTg thành lập Tổ công tác đặc biệt của Chính phủ thực hiện công tác phòng, chống dịch COVID-19, đặt tại Thành phố Hồ Chí Minh để xử lý, giải quyết ngay những nhiệm vụ, các vấn đề cấp bách, phát sinh trong công tác phòng, chống dịch COVID-19 tại Thành phố Hồ Chí Minh và các tỉnh, thành phố trực thuộc Trung ương đang thực hiện giãn cách xã hội theo Chỉ thị số 16/CT-TTg ngày 31/3/2020 của Thủ tướng Chính phủ. Ông được bổ nhiệm làm Tổ phó Tổ công tác.
Ngày 22 tháng 2 năm 2022, Chủ tịch nước ký quyết định số 241/QĐ-CTN tặng thưởng ông Huân chương Chiến công hạng Nhì do: "Đã có chiến công xuất sắc trong công tác chỉ đạo, bảo đảm an ninh trật tự trong phòng, chống dịch COVID-19...".

#### Giai đoạn 2
Trong quý 1 năm 2022, Bộ Công an có những biến động nhân sự chức vụ Thứ trưởng, hai thiếu tướng Lê Văn Tuyến và Nguyễn Văn Long được bổ nhiệm giữ chức vụ này vào ngày 17 tháng 1, còn thượng tướng Nguyễn Văn Sơn được cho thôi chức từ ngày 1 tháng 3.
Ngày 1 tháng 3 năm 2022, ông được Chủ tịch nước thăng cấp bậc hàm Trung tướng Công an nhân dân Việt Nam.
Cùng ngày, ông chuyển giao cương vị Thủ trưởng Cơ quan quản lý thi hành án hình sự và Cơ quan quản lý tạm giữ, tạm giam, Bộ Công an, việc trực tiếp theo dõi và chỉ đạo cục cảnh sát phòng cháy, chữa cháy và cứu nạn, cứu hộ; cục cảnh sát giao thông; cục cảnh sát quản lý trại giam, cơ sở giáo dục bắt buộc, trường giáo dưỡng; cục cảnh sát quản lý tạm giữ, tạm giam và thi hành hình sự tại cộng đồng; bộ tư lệnh cảnh sát cơ động cho Thiếu tướng, Thứ trưởng Bộ Công an Nguyễn Văn Long. 
Ngày 02 tháng 4 năm 2022, Thủ tướng Chính phủ Phạm Minh Chính ký Quyết định số 419/QĐ-TTg, kiện toàn nhân sự Ủy ban An toàn giao thông Quốc gia. Quyết định kiện toàn: Thiếu tướng Nguyễn Văn Long, Thứ trưởng Bộ Công an, kiêm Phó Chủ tịch Ủy ban An toàn giao thông Quốc gia thay Trung tướng Lê Quốc Hùng.

## Lịch sử phong/thăng cấp bậc hàm
| Năm       | 1984  | 1985     | 1986      | 1988     | 1991     | 1994      | 1997   | 2000     | 2004     | 2007      | 2013   | 2019        | 2022        | 12.2024      |
| Cấp hiệu  |       |          |           |          |          |           |        |          |          |           |        |             |             |              |
| Danh xưng | Hạ sĩ | Trung sĩ | Thượng sĩ | Thiếu úy | Trung úy | Thượng úy | Đại úy | Thiếu tá | Trung tá | Thượng tá | Đại tá | Thiếu tướng | Trung tướng | Thượng tướng |